# Otto Walkhoff

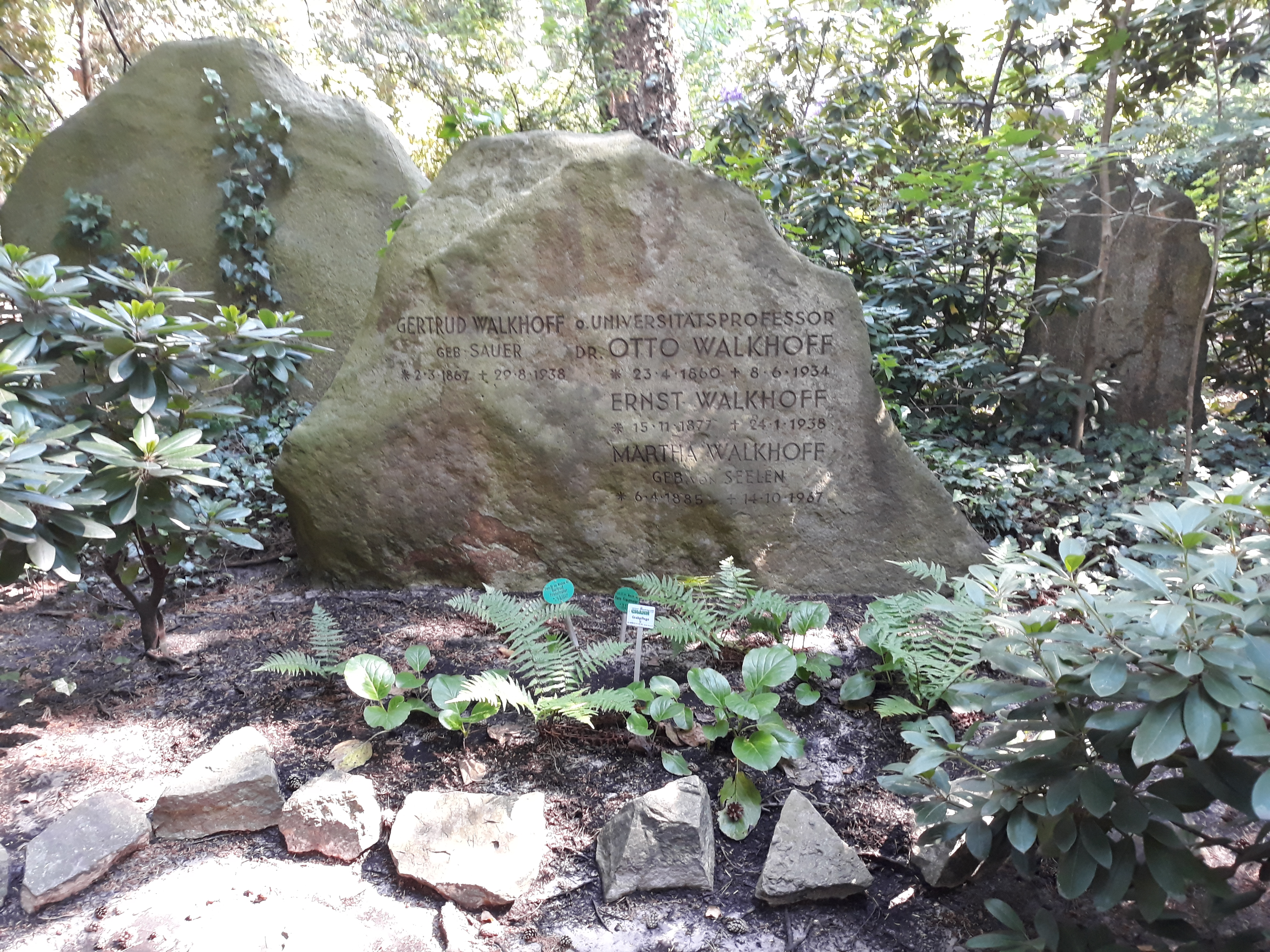
Das Grab von Otto Walkhoff und seiner Ehefrau Gertrud geborene Sauer auf dem Parkfriedhof Lichterfelde in Berlin

Friedrich Otto Walkhoff (* 23. April 1860 in Braunschweig; † 8. Juni 1934 in Berlin) war ein Zahnarzt, Pionier der Röntgen-Zahndiagnostik, engagierter Kämpfer für Standesinteressen der Zahnmediziner.

## Biografie
Otto Walkhoff, der Sohn eines Braunschweiger Landesökonomierates, studierte nach dem Schulbesuch in Berlin Zahnmedizin und wurde mit 21 Jahren als Zahnarzt approbiert. Er arbeitete noch für weitere zwei Jahre bei seinem zahnmedizinischen Lehrer und späteren Schwiegervater als Assistent. 1885 kehrte Walkhoff nach Braunschweig zurück, wo er eine Zahnarztpraxis übernahm. In einem Nebenraum der Praxis richtete er sich ein Privatlabor ein, in dem er sich nach Erledigung des beruflichen Alltages wissenschaftlichen Forschungen widmete.
Die Anatomie und Histologie des Zahnhalteapparats bestimmte in der ersten Zeit seine forschende Tätigkeit. Mit Publikationen, unter anderem über den Feinbau des Zahnschmelzes und mit einem histologischen Atlas der Zähne, profilierte er sich als Wissenschaftler. Wissenschaftliche Gesellschaften und Standesorganisationen ernannten ihn zum Ehrenmitglied und verliehen ihm Auszeichnungen, darunter mehrere Ehrendoktorwürden. Der Regent des Herzogtums Braunschweig würdigte die wissenschaftlichen Leistungen Walkhoffs 1895 mit der Ernennung zum Hofzahnarzt.

## Seine Forschung
Unmittelbar nach Bekanntwerden der Entdeckung Röntgens, im Januar 1896, unternahm Walkhoff mit einer improvisierten Röntgeneinrichtung den Versuch, seine eigenen Zähne intraoral zu fotografieren. „Die notwendige Expositionszeit von 25 Minuten (!) war eine Tortur“, beschrieb er später die in Fachkreisen als sensationell aufgenommene Pioniertat.
Walkhoff arbeitete weiter an der Entwicklung der zahnmedizinischen Röntgendiagnostik. Mit qualitativ immer besseren Aufnahmen von Zähnen und Schädelknochen und deren diagnostischer Interpretation lieferte er die entscheidenden Impulse für die Zahnheilkunde, sich der Röntgentechnik zu bemächtigen. In seiner Praxis betrieb er bald planmäßig eine Röntgeneinrichtung. Schließlich beauftragte ihn die Braunschweiger Ärzteschaft mit der Einrichtung und Betreuung einer zentralen Röntgenstation.
Die gleiche Aufmerksamkeit wie die Entdeckung der Röntgenstrahlen weckte bei Walkhoff die Entdeckung des Radiums im Jahre 1898. Unter Verwendung einer heute schier unvorstellbaren Menge von 0,2 g Radiumbromid ging er gewebsbeeinflussenden Wirkungen der Strahlung nach. Die von Walkhoff – zum Teil in Selbstversuchen – eingeleitete Serie von Beobachtungen der Gewebsreaktionen auf Radiumstrahlen hat dann sehr schnell zur Ausbildung der medizinischen Strahlenforschung geführt.
Von besonderer Tragweite für die Medizin wurden Walkhoffs Untersuchungen an Mäusen. Er beobachtete, dass krebskranke Mäuse, die einer Radiumstrahlung ausgesetzt wurden, signifikant später starben als eine Vergleichsgruppe unbehandelter Mäuse. Er leitete damit die Entwicklung der Radiumtherapie zur Behandlung von Tumoren ein.
1901 gab Otto Walkhoff seine Privatpraxis in Braunschweig auf und folgte einer Berufung an das zahnärztliche Institut der Ludwig-Maximilians-Universität München. In grundlegenden Forschungsprojekten befasste er sich mit der Feinstruktur und der Pathologie der Zähne, einschließlich der Wurzelkanalbehandlung. Die nach ihm benannte Walkhoff-Paste, eine Jodoform-Paste, welche zusätzlich noch mit Chlorphenol-Kampfer-Menthol (ChKM) versetzt ist, wird als therapeutische, temporäre  Wurzelkanalfüllung bis heute verwendet.
Im Jahr 1903 veröffentlichte er Ergebnisse radiologischer Untersuchungen, die bewiesen, dass es sich bei dem Fund Neandertal 1 nicht um einen modernen Homo sapiens, sondern einen fossilen Homo neandertalenis handelt.
Mit Energie und Ausdauer widmete sich Walkhoff, der von 1906 bis 1926 als Präsident des Centralvereins deutscher Zahnärzte (CVdZ) wirkte, auch organisatorischen Aufgaben seines Berufsstandes. Hier ist es ihm beispielsweise maßgeblich zuzuschreiben, dass der Zahnärztestand 1918 durch die Promotionsmöglichkeit zum „Doctor medicinae dentariae“ (Dr. med. dent.) in den Kreis der Vollakademiker aufgenommen wurde. Zuvor war das Zahnmedizinstudium der philologischen Fakultät zugeordnet, da diese Studenten als Immature galten – als Studierende ohne Abitur. Es waren hohe Hürden zu überwinden, um den fachfremden Dr. phil. zu erlangen, der damals ein geringeres Ansehen hatte als heute. Am 7. November 1921 wurde ihm die Ehrenmitgliedschaft des Zahnärztlichen Vereins für München und Oberbayern verliehen. 1922 wechselte er von der Universität München an die Julius-Maximilians-Universität Würzburg.
1927 wurde Otto Walkhoff zum Mitglied der Leopoldina gewählt.

## Die letzten Jahre
1927 legte Walkhoff nach Querelen um seine Person verärgert und frustriert alle seine Ämter nieder, beendete seine Lehrtätigkeit und zog sich ins Privatleben zurück. Walkhoff war Mitglied der Nationalsozialistische Deutsche Arbeiterpartei (NSDAP, Mitgliedsnummer 172.024), in die er 1929 eingetreten war. Er ist damit der Gruppe der frühen und überzeugten Nationalsozialisten zuzurechnen, den „Alten Kämpfern“.
Die Deutsche Gesellschaft für Zahnerhaltung (DGZ) hatte nach ihm einen Wissenschaftspreis benannt. Nach Bekanntwerden seiner NSDAP-Mitgliedschaft hat die DGZ im August 2020 den Walkhoff-Preis in DGZ-Preis umbenannt. Alle bisherigen Preisträger und Preisträgerinnen erhielten eine geänderte Urkunde.
Im Hause seiner Schwiegereltern, in Berlin W.-Lichterfelde, Potsdamerstr. 59, wo er seine letzten Lebensjahre verbrachte, ist er am 8. Juni 1934 an Herzversagen gestorben.

## Schriften (Auswahl)
- mit Walter Hess: Lehrbuch der konservierenden Zahnheilkunde. H. Meusser, Berlin 1921, DNB 576864773.
- Gutachten über die Wirkung des Chlorphenol-Kampfer-Menthols. Berlinische Verlagsanstalt, Berlin 1930, DNB 576864765
- Das Problem der dentalen Fokalinfektion und ihrer Bekämpfung durch die konservierende Zahnheilkunde. Fischer, Jena 1931, DNB 361835078